# Alyona Azernaya
 (juillet 2025).
Alyona Azernaya (en russe : Алёна Азёрная), est une peintre russe, née le 9 mars 1966 dans la ville de Sverdlovsk, de nos jours Ekaterinbourg. Son nom a été romanisé de différentes façons : Alyona Azernaya, Alena Azernay, Aliona Azernaia, Elena Azernaya, Aliona Aziornaya.

## Biographie
- Alyona Azernaya est née en 1966, à Ekaterinbourg.
- Elle passe un diplôme d'architecte, puis un diplôme de critique d'art.
- Elle commence à peindre en 1990, parallèlement à son travail d'architecte d'intérieur.
- À partir de 1996 elle se consacre exclusivement à la peinture.
- En 2000 elle est remarquée par Alexander Gleser[1] fondateur du Museum of Contemporary Russian Art (New Jersey - États-Unis), qui, en 2001 fait entrer sept de ses œuvres dans ses collections permanentes[2].
- En 2003 elle est Résidente à la Cité internationale des arts (Paris, France)[3].
- Une de ses œuvres[4] est exposée au Musée des Beaux-Arts d'Ekaterinbourg (Russie)
- Elle fait de nombreuses expositions en Russie, aux États-Unis, en Italie et en France.

## Œuvre
Alyona Azernaya est une peintre de style naïf.
À travers ses compositions figuratives et oniriques elle décrit un monde personnel, où se mêlent mythologies slaves, contes traditionnels russes et récits bibliques.
Elle associe un tracé naïf avec une très grande maîtrise de la couleur et des motifs. Ces couleurs profondes et généreuses sont à l'image de la nature qui l'entoure et qui imprègne la majorité de ses tableaux. Elles sont également largement inspirées des couleurs utilisées dans la tradition russe depuis les intérieurs des maisons paysannes aux icônes ornant les églises.

## Galerie

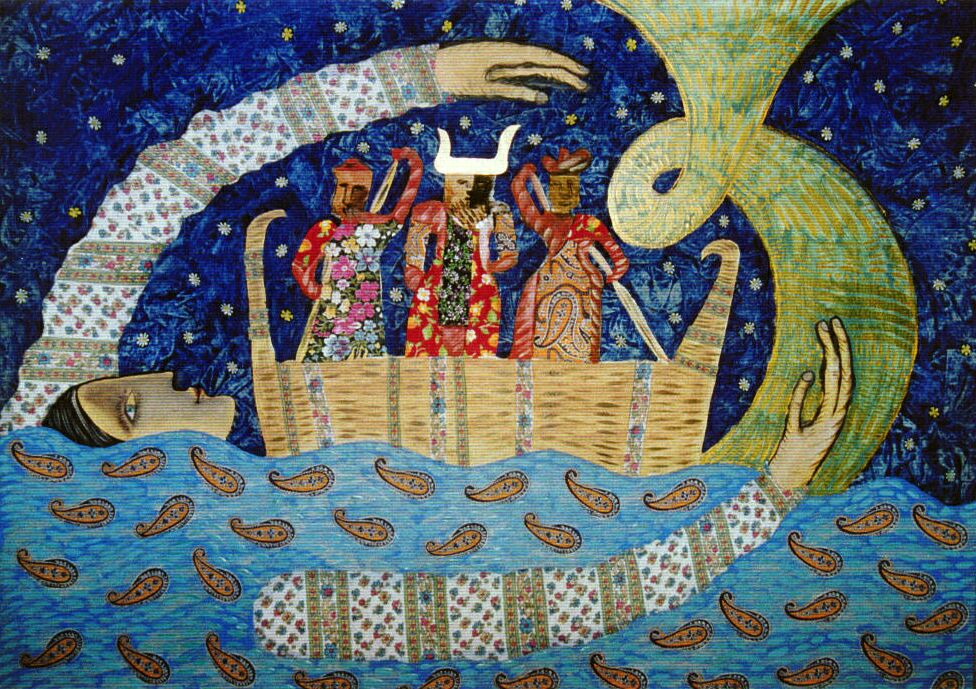
Alyona Azernaya, Bereginya, 2000
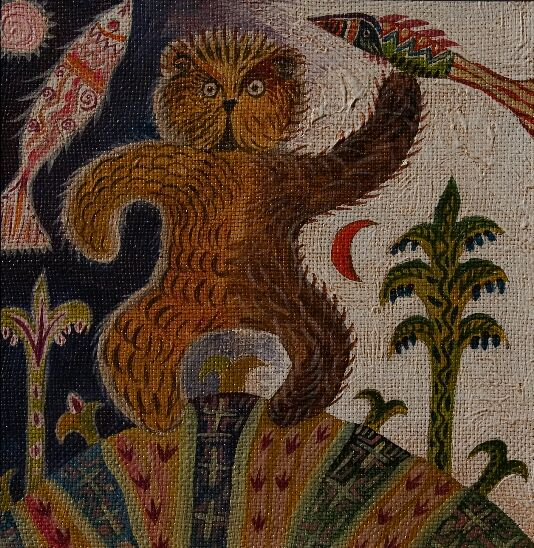
Alyona Azernaya, Ours, le maître du bois, 2003
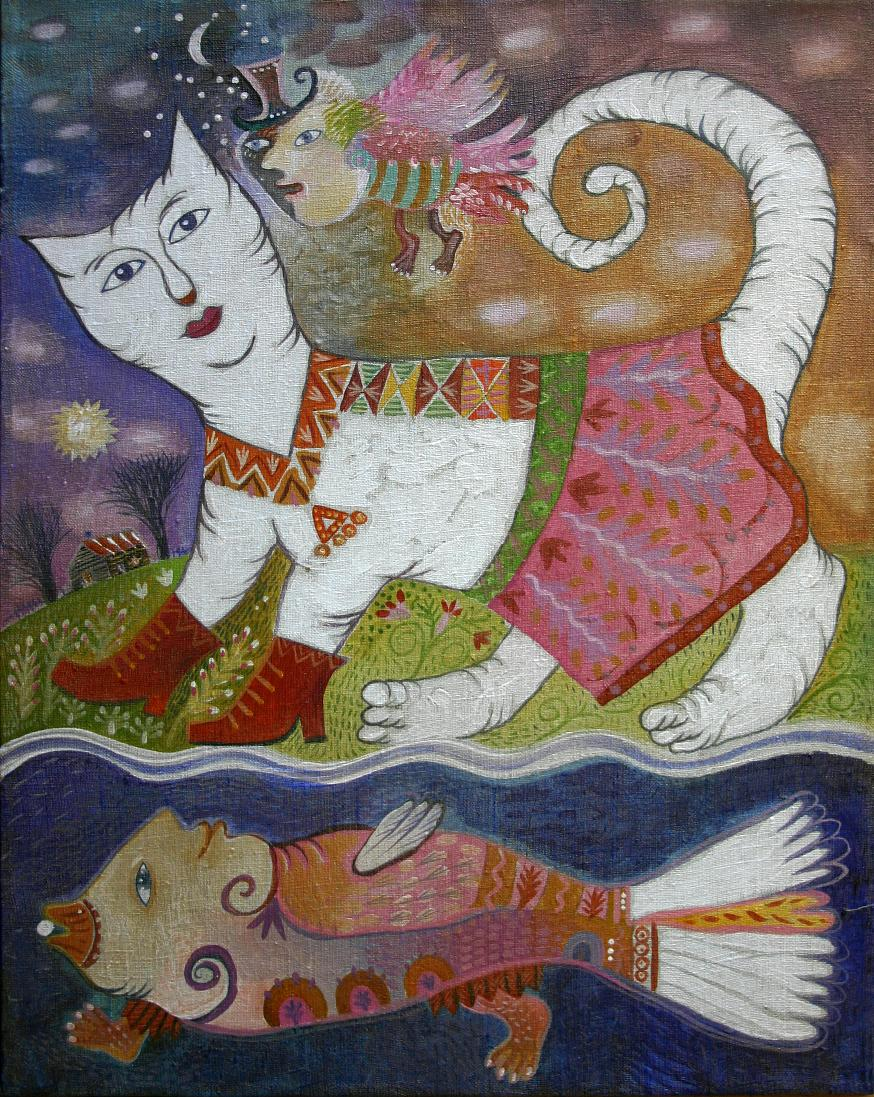
Alyona Azernaya, Chat en bottes rouges, 2003
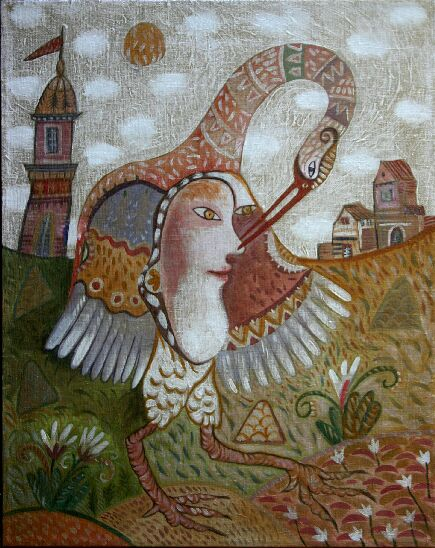
Alyona Azernaya, Cigogne, 2003
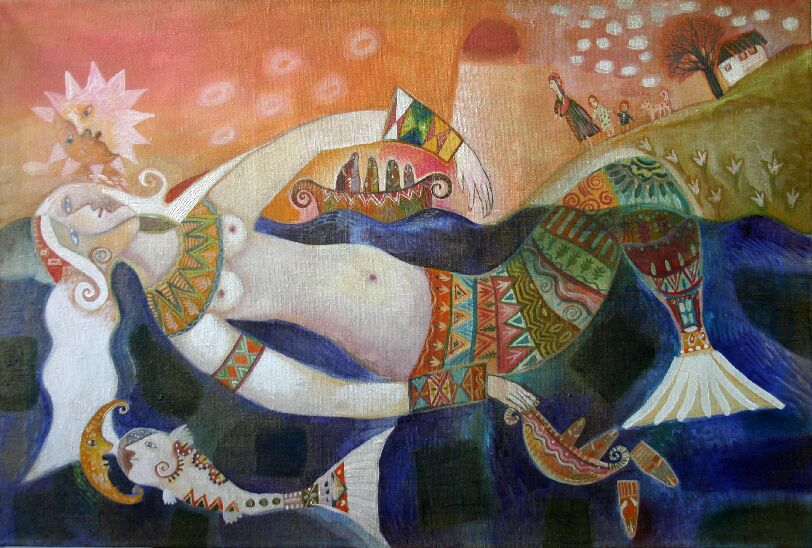
Alyona Azernaya, La sirène, 2004
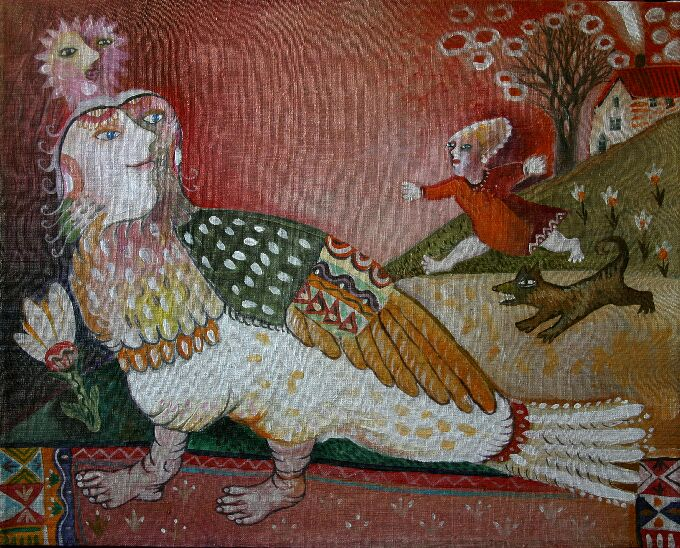
Alyona Azernaya, La sirène_oiseau, 2004
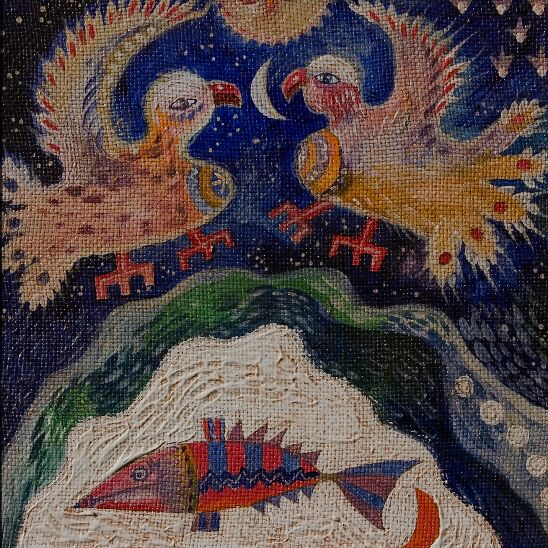
Alyona Azernaya, Deux oiseaux et un poisson, 2005
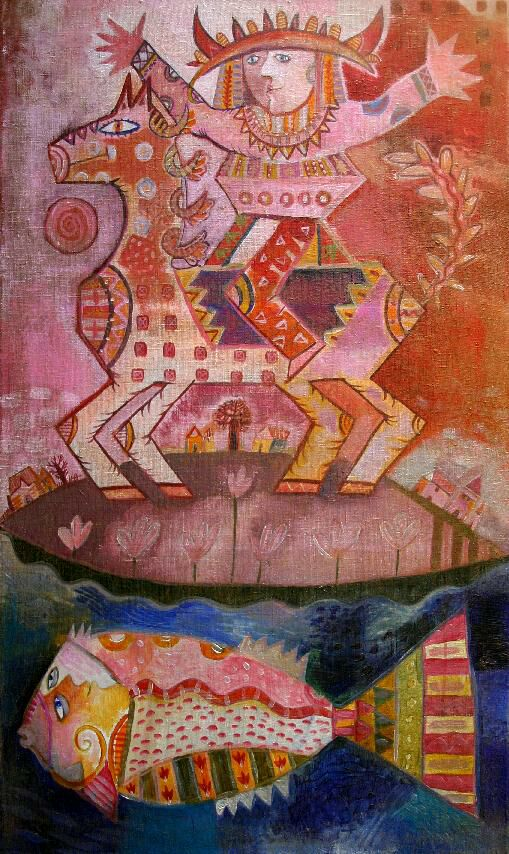
Alyona Azernaya, Dajbog, 2007
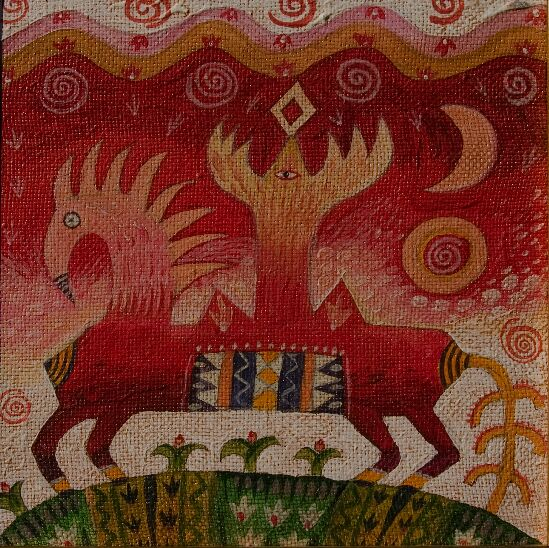
Alyona Azernaya, Le dieu ancien, 2007
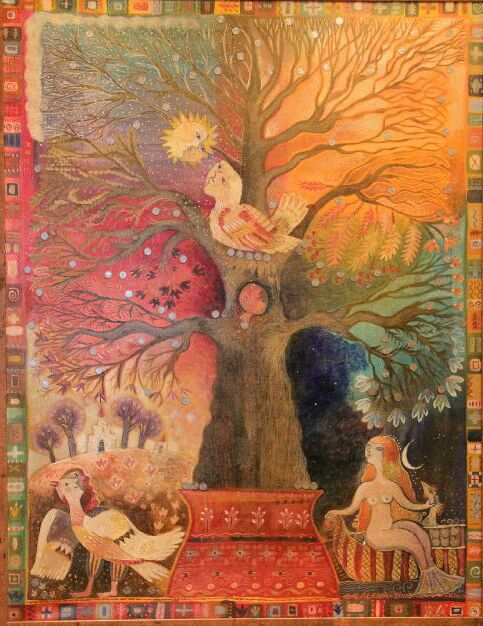
Alyona Azernaya, Arbre d'abondance, 2007
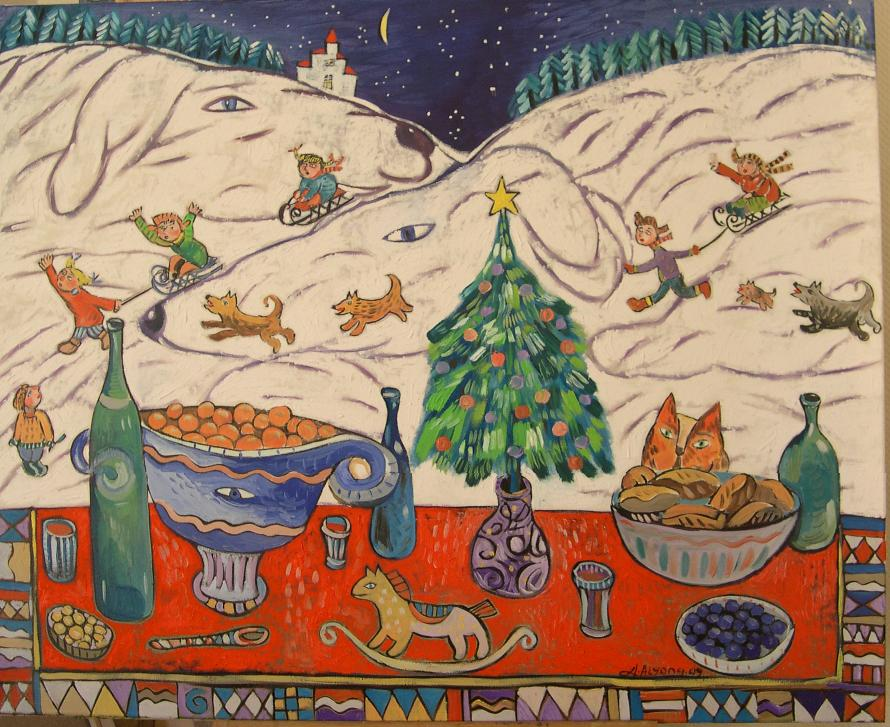
Alyona Azernaya, Hiver Russe, 2009
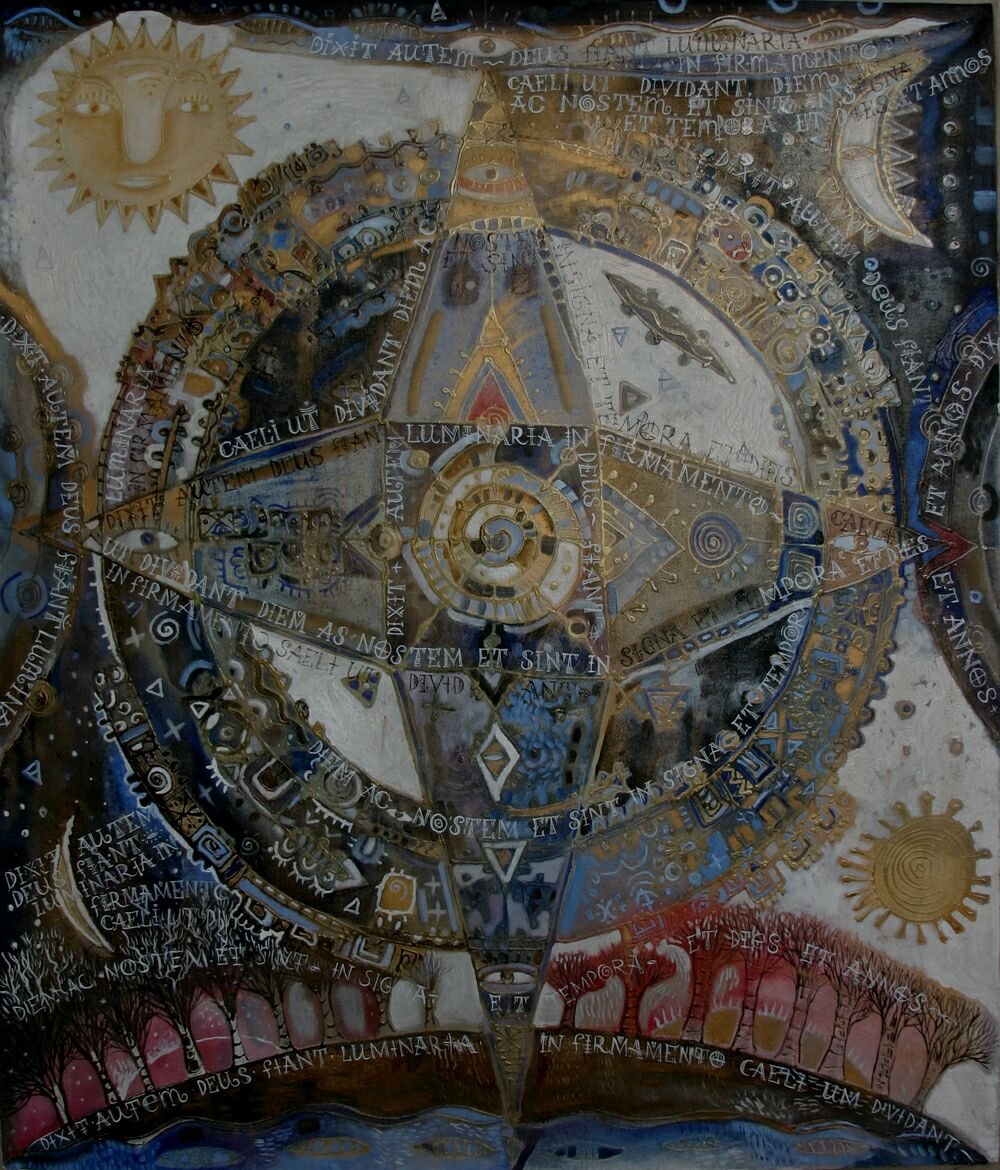
Alyona Azernaya, Genèse, 2009
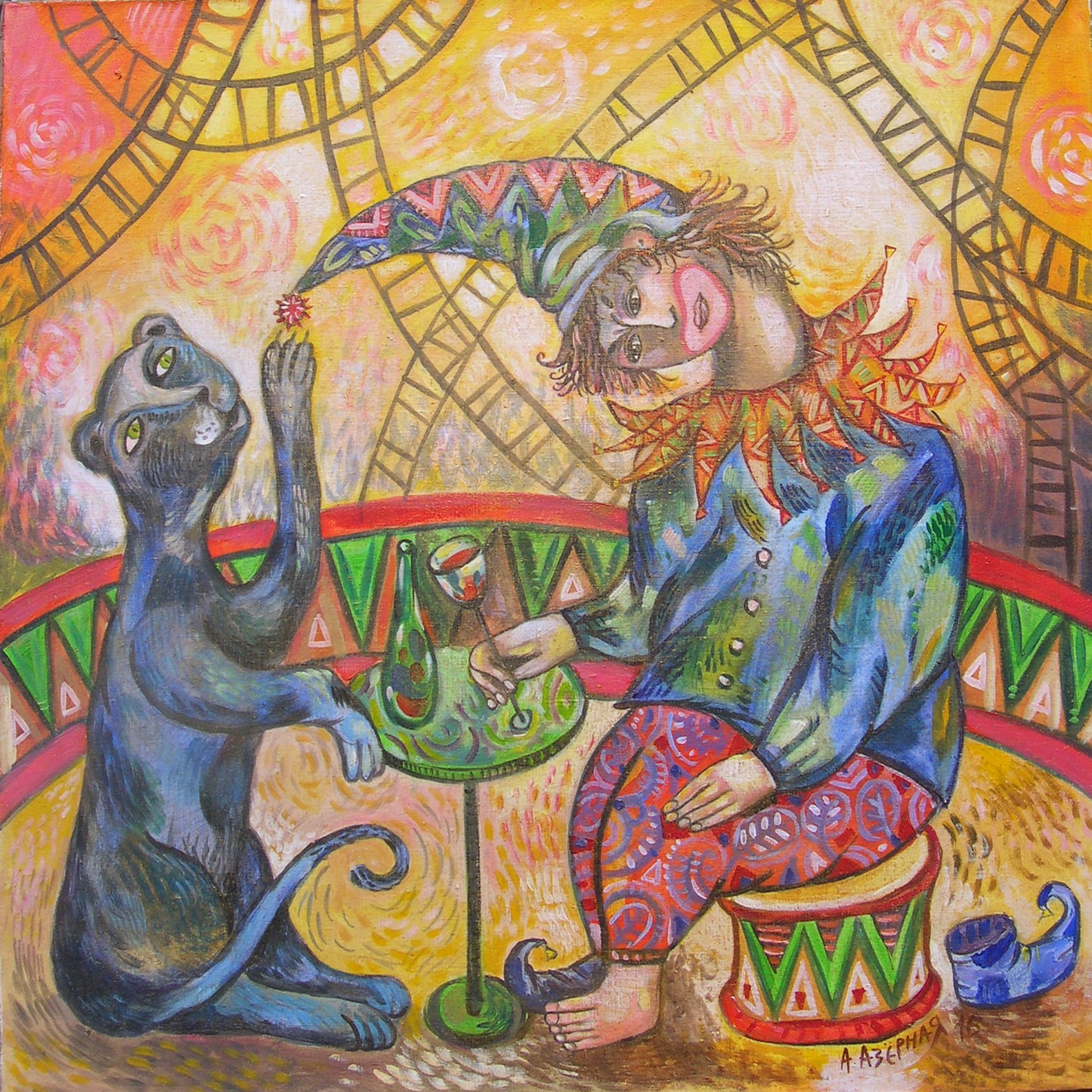
Alyona Azernaya, Cirque No 1, 2016